# Katodstrålerör
| Katodstrålerör / Bildrör |
| --- |
| Bildnyckel för katodstrålerör med tre färger för bildskärm: 1. Elektronkanoner (en per färg: röd, grön och blå) 2. Elektronstrålar (en per färg: röd, grön och blå) 3. Fokuseringsspolar 4. Avlänkningsspolar eller avböjningsspolar 5. Anodanslutning 6. Skuggmask i nät- eller gallermönster för riktning av elektronstrålarna 7. Glasskärm med invändigt aluminiserat fosforskikt försedd med fosforescerande färgpunkter i RGB genom hål i aluminiseringen 8. Närbild på skuggmaskens funktion och färgpunkternas indelning genom aluminiseringshålen |

Katodstrålerör eller bildrör (engelska: cathode-ray tube – CRT) är en bildåtergivningsteknik för bildskärmar som under lång tid var standard för oscilloskop, spektrumanalysatorer, kameraövervakning, datorterminaler och TV-mottagare (så kallad tjock-TV). Katodstråleröret uppfanns 1897 av Ferdinand Braun men blev vanligt först på 1930-talet. Under början av 2000-talet ersattes det nästan helt av platta bildskärmar med LCD- eller plasmateknik.

## Översikt
Katodstråleröret är en vidareutveckling av elektronröret, vars uppvärmda katod (minuspol) sänder ut en ström av elektroner i vakuum, som fångas upp av en anod (pluspol). I katodstråleröret accelereras elektronströmmen fram mot glasrörets tillplattade yta, som fungerar som anod, där de får en punkt på ett fluorescerande fosforskikt att lysa. Elektronerna kan avlänkas/avböjas (styras och ändra riktning) med hjälp av elektriska eller magnetiska fält för att träffa olika punkter på skärmen.
Avlänkning (tyska: Ablenkung) eller avböjning (engelska: deflection) med elektriska fält användes i oscilloskop, eftersom avlänkningen är oberoende av frekvensen hos de avböjande signalerna, vilket är viktigt i ett mätinstrument. Fältet skapas av platta elektroder inne i röret. Nackdelen är att bildröret blir långt och apparaten djup, samtidigt som bildskärmens yta blir förhållandevis liten. I TV-mottagare och datorskärmar, där stor bildyta och kort inbyggnadsdjup är viktigt, användes i stället avlänkning med magnetfält genom avlänkningsspolar (engelska: deflection coil) utanpå bildröret. Avböjningen sker i dessa fall med fasta frekvenser, ex.vis 50 Hz i vertikalled och 15625 Hz i horisontalled för CCIR/PAL TV.
Under 1920- och 1930-talen byggde bland annat John Logie Baird experimentella TV-mottagare på mekanisk väg, där roterande speglar styrde en ljusstråle till rätt linje och punkt på en skärm, medan TV-kameran använde Nipkowskiva. Men när man ville öka upplösningen till fler än några få hundra linjer, fungerade de mekaniska lösningarna dåligt. Brauns uppfinning från 1897, som dittills hade varit en teknisk kuriositet, klarade uppgiften bättre och i slutet av 1930-talet stod det klart att både TV-sändare och -mottagare måste konstrueras helt elektroniskt, utan rörliga delar. Televisionen fick sitt genombrott på 1940-talet i USA och 1950-talet i Europa, baserat på katodstråleröret. Redan under 1930-talet hade oscilloskop med katodstrålerör börjat byggas, bland annat för att studera åskan. Under andra världskriget utvecklades radarn, som ofta använde runda bildrör.
De första datorerna på 1940- och 1950-talet var inte kraftfulla nog för att hålla en bildskärm uppdaterad, utan använde en teleprinter för utskrifter. De tidiga datorerna använde emellertid ett fenomen i katodstrålerör i form av Williamsminnen: den laddning av statisk elektricitet som bildades i forforskiktet runt en viss punkt kunde representera det digitala värdet 0 eller 1 och användes på det viset som ett tidigt datorminne.
Det var först på 1960-talet som bildskärmar blev aktuella, först med vektorgrafik (snarlikt oscilloskop), sedan textterminaler och på 1970-talet bildskärmar med bitmappad datorgrafik. De första hemdatorerna i slutet av 1970-talet använde befintliga TV-mottagare som bildskärmar. Bildrörets användning kan alltså sägas omfatta 70 år som oscilloskop, 60 år som TV och 30 år som datorskärm.
I december 2012 utdömde EU-kommissionen totalt 1,47 miljarder euro (12,7 miljarder kronor) i böter till sex bildrörstillverkare, som medverkat i en kartell för att hålla lönsamheten uppe genom att minska konkurrensen och fördröja övergången till platta skärmar. Kartellen ska ha bildats 1996 och avslöjats 2007. Philips dömdes att betala 313,4 miljoner euro, LG Electronics 295,6 miljoner euro, Panasonic 157,6 miljoner, Samsung 150,8 miljoner, Toshiba 28 miljoner euro, Technicolor 38,6 miljoner euro. Samma år dömdes AU Optronics av amerikanska justitiedepartementet till böter på en halv miljard dollar och två av företagets toppchefer fick fängelse och böter efter att det framkom att AU hade hållit på i minst fem år med kartellbildning rörande LCD–skärmar och satt priser efter överenskommelse mellan olika parter.

## Katodstrålerörets för- och nackdelar
| Mekaniska TV-mottagare                                           | Katodstrålerör | Platta skärmar                          |
| ---------------------------------------------------------------- | --- | --------------------------------------- |
| Rasslar och skramlar                                             | Ljudet från fly back-transformatorn (för avlänkning) (mestadels) på ca 15 kHz Är för vissa outhärdligt, de flesta stör sig dock inte. | Tyst                                    |
| Känslig för vibrationer                                          | Mekaniskt robust | Mekaniskt robust                        |
| Mycket tung och utrymmeskrävande, speciellt vid högre upplösning | Tung och har stor volym | Lätt och tunn                           |
| Ingen färgåtergivning                                            | Mycket god färgåtergivning och kontrast                                                                                               | Mycket god färgåtergivning och kontrast |
| Avger ingen strålning                                            | Avger elektromagnetisk strålning | Avger ingen strålning                   |
| Snabbt roterande delar slits och kan lossna                      | Bildröret kan implodera; använder internt mycket hög spänning (25 kV)                                                                 | Ofarlig; använder låg spänning          |
|                                                                  | Variabel upplösning | Upplösningen fixerad av matrisen        |

### Teknik för bildskärmar
Wikipediaartiklar
- SED-skärm
- LCD
- Plasmaskärm
- Field Emission Display
- LPD-skärm
- Organisk ljus-emitterande diod

Externa webbsidor
- ”Bildåtergivningstekniker”. bigscreen.se. Arkiverad från originalet den 23 februari 2018. https://web.archive.org/web/20180223061119/https://www.bigscreen.se/aob-bildtekniker.htm. Läst 12 maj 2022.
- ”Tekinskt Magasin – Om Färg-TV” (TV-program). Tekniskt magasin. youtube.com. 1968. https://www.youtube.com/watch?v=jLYZl6GsWKE. Läst 12 maj 2022.

### Övrigt
- Röntgenrör
- Tjock-TV